# 片打街
片打街是加拿大卑詩省溫哥華的一條街道。街道分為兩部分，即片打西街（West Pender Street）與片打東街（East Pender Street）。部分街區在溫哥華華埠中。
溫哥華馬拉松的終點位於該街道上。